# Spicomellus
Spicomellus („límec z trnů“, z berberštiny) byl rod ptakopánvého dinosaura z infrařádu Ankylosauria, který žil v období střední jury (geologický věk bath, asi před 168 až 164 miliony let) na území současného Maroka. Fosilie pravděpodobně pocházejí ze sedimentů geologického souvrství zvaného El Mers II, podobně jako v případě stegosaurida rodu Adratiklit).

## Význam
Jedná se o druhého zástupce této skupiny ptakopánvých dinosaurů (tyreoforů), objeveného na území severní Afriky. Jedná se také o jednoho z nejstarších dosud známých zástupců ankylosaurů a o nejstaršího s jistotou systematicky zařazeného ankylosaura vůbec. Podobně Adratiklit ze stejného souvrství se stal v roce 2019 nejstarším známým popsaným stegosaurem.

## Popis
Typový a jediný známý druh S. afer byl formálně popsán roku 2021 mezinárodním týmem paleontologů. Pravděpodobně se jednalo o menší a vývojově velmi starobylý druh ankylosaura, který dosahoval délky kolem 3 metrů.